# Heliophobus texturata
Heliophobus texturata är en fjärilsart som beskrevs av Alphéraky 1892. Heliophobus texturata ingår i släktet Heliophobus och familjen nattflyn. Inga underarter finns listade i Catalogue of Life.